# NGC 20
NGC 20 (другие обозначения — NGC 6, UGC 84, MCG 5-1-36, ZWG 498.82, ZWG 499.54, PGC 679) — линзообразная галактика (S0) в созвездии Андромеды.
Этот объект занесён в «Новый общий каталог» (NGC) дважды, с обозначениями NGC 6 и NGC 20. Он входит в число перечисленных в оригинальной редакции «Нового общего каталога».
Галактика была открыта ирландским астрономом Р. Дж. Митчеллом (ассистентом Уильяма Парсонса, лорда Росса) 18 сентября 1857, однако информация была опубликована лишь в 1880 (Лоуренсом Парсонсом, сыном У. Парсонса). Поэтому галактика независимо была открыта Германом Шульцем (16 октября 1866) и Льюисом Свифтом в 1885. В результате Дж. Дрейер внёс её в каталог NGC дважды, как NGC 6 (из списков Свифта) и NGC 20 (из списков лорда Росса).
Объект описан в каталоге NGC как «слабый, с наложением звезды 10-й величины». Нужен по крайней мере 10-дюймовый телескоп, чтобы увидеть эту галактику на фоне тёмного неба. NGC 13 и NGC 21 находятся в пределах той же самой области неба, и все они — внутри круга радиусом 0,5° от звезды с блеском 7,1m.